# تیم الکساندر
تیم الکساندر (انگلیسی: Tim Alexander؛ زادهٔ ۱۰ آوریل ۱۹۶۵) موسیقی‌دان و درامر اهل ایالات متحده آمریکا است. او هم‌اکنون یکی از سه عضو گروه پرایمس است؛ وی از سال ۱۹۸۵ میلادی تاکنون مشغول فعالیت بوده است.